# Gheorghe A. M. Ciobanu
Gheorghe A. M. Ciobanu (n. 25 martie 1925, Roman, Regatul României – d. 30 august 2020, Roman, România) a fost un profesor român, care și-a consacrat eforturile promovării activităților culturale. S-a făcut remarcat pe plan local și ca eseist, publicist, critic de artă, muzicolog și scriitor.

## Biografie
Viitorul profesor s-a născut în familia lui Alexandru (zidar) și a Mariei (casnică). A urmat școala primară (Școala de Băieți Nr. 4), gimnaziul și liceul (Roman Vodă) în orașul natal. După bacalaureatul susținut în Sighișoara (în timpul refugiului) în anii celui de-al Doilea Război Mondial și admiterea în învățământul universitar, pe fondul lipsurilor materiale și-a întrerupt studiile și s-a încadrat în învățământ., după care a reușit totuși să absolve cursurile Facultății de Drept din Iași – la fără frecvență, în 1949. A efectuat în perioada 1949-1951 stagiul militar la o unitate de vânători de munte, la Vălenii de Munte. Nu a profesat niciodată în magistratură, dar a continuat să predea între 1945–1985. A intrat în învățământ ca suplinitor începând de la școala care aparținea de Liceul Roman Vodă și, a continuat cu Gimnaziul și Seminarul Franciscan din Hălăucești, județul Iași (1945–1948), Școala de Muzică și Arte Plastice Roman  (1959–1972), Liceul Roman Vodă (1960–1985), Liceul Agricol Horia. După 1989 a mai predat încă un deceniu la Institutul Teologic Franciscan și Seminarul Ortodox din localitate, până în 2002 (în total 6 decenii de activitate didactică). S-a dovedit a fi un cadru didactic, apreciat pentru erudiție, pregătire profesională și metodică.
În perioada în care a predat la Hălăucești a cunoscut-o și pe viitoarea sa soție – profesoara de geografie Elena Dascălu din Fălticeni, cu care s-a căsătorit în 1954.
Condițiile existente de după război, au făcut ca profesorul să ajungă să predea noțiuni de la matematică la filozofie, trecând ulterior prin etică, estetică și sociologie, mitologie, hermeneutică, drept, economie, psihologie, filozofie, istoria muzicii, istoria artelor plastice, logică, organizare și legislație statistică.
„Secretul longevității activității mele nu este chiar un secret [...] mi-am tras seva și puterea de la tinerețea cu care am fost mereu înconjurat, de la discipolii mei. Așa am reușit să susțin [...] conferințe, să predau [...] discipline ca profesor, în primul rând pentru că, după război, așa erau timpurile, fiecare profesor preda pentru o școală întreagă.”—Gheorghe A. M. Ciobanu (la aniversarea a 88 de ani)

## Activitatea

### Activismul cultural
Ceea ce l-a făcut cunoscut a fost însă activitatea pe tărâm cultural, efortul pe care l-a depus ducând la promovarea valorilor autentice ale culturii naționale și la îmbogățirea patrimoniul cultural. În calitate de activist cultural, Într-o viață dedicată cuvântului prin care a înnobilat și a dat valoare spiritului, a susținut lunar timp de 22 ani cicluri de audiții muzicale la Palatul Culturii din Iași. A susținut pe tărâmul artelor plastice vernisaje, s-a remarcat prin cronici artistice, susținerea unor lansări de carte sau stagiuni de inițiere muzicală (cum au fost audițiile muzicale comentate susținute lunar între 1972-1989 la Biblioteca Municipală din Roman), a fost gazda a diverse alte evenimente culturale din Roman la Biblioteca Municipală, Școala de muzică, Casa de cultură, Cercul Militar, Colegiul Național Roman-Vodă, precum și, timp de 25 de ani prezentator al spectacolelor teatrului de amatori. A conferențiat, a fost prezentator și gazdă culturală și la Câmpulung Moldovenesc, Fălticeni, Târgu Neamț, Piatra-Neamț, Bacău Bicaz și Bârlad. Sub patronajul Institutului de Geriatrie și Gerontologie Ana Aslan a susținut la Roman timp de 5 ani activitatea de meloterapie și artterapie în cadrul Universității Vârsta a III-a. Împreună cu profesorul Nicolae Gr. Stețcu și Gheorghe Mihalcea, a susținut înființarea a și condus activitatea cenaclului literar Garabet Ibrăileanu. În calitate de titular al unei catedre de Științe sociale la Universitatea Populară, a ținut un curs de Etică Estetică și Sociologie timp de 8 ani.
Prezent fiind la simpozioane, expoziții, vernisaje, sesiuni științifice, conferințe și concerte, eseurile pe care le-a scris cu aceste ocazii și pe care le-a strâns în Scrieri, s-au constituit astfel într-o cronică a vieții culturale și artistice din Roman timp de jumătate de veac (1964-2004) În completare, alte scrieri ale sale sale au dovedit că până la urmă, orașul natal a fost de fapt subiectul unei cronici a marilor spirite și așezări din piatră, care au conferit identitate acestei localități.
Scrierile sale și-au găsit loc în publicistica locală din Roman (Cronica Romanului, Gazeta de Roman, Ziarul de Roman, Școala Nouă, Clepsidra, Melidonium, Ecumenica), Miorița (Câmpulung Moldovenesc), Cronica Episcopiei Hușilor, Zori Noi (Suceava), Radio Iași, TVR Iași, Radio București, România literară, Convorbiri literare, Cronica (Iași), Antiteze, Asachi, Apostolul, Ceahlăul, Monitorul de Neamț (Piatra Neamț), Ateneu (Bacău), Pagini medicale Bârlădene, Bârladul, (Bârlad), Opinia Fălticeneană (Fălticeni), Știință și Tehnică, Psihologia, Flagrant (București).
În calitate de donator de carte și publicații periodice, a ajutat la îmbogățirea fondului de carte a Bibliotecii municipale Roman sub forma unei colecții care îi poartă numele și a contribuit semnificativ la constituirea fondului bibliotecii de artă a Muzeului de Artă „Ion Irimescu” din Fălticeni. Alte cărți precum și întreaga sa colecție de înregistrări muzicale și aparatură electronică muzicală au ajuns în patrimoniul Muzeului de Artă al Liceului Roman Vodă și al Muzeului de Istorie al Romanului. De asemenea, există date care îi atribuie un rol în salvarea a ceea ce a mai rămas din biblioteca-arhivă a Gimnaziului și Seminarului Franciscan din Hălăucești (în mare parte confiscată și arsă odată cu venirea la putere a regimului comunist), aceste cărți recuperate găsindu-se, decocamdată, în patrimoniul Bibliotecii Centrale Universitare „Mihai Eminescu” din Iași.
Recunoașterea oficială
- Medalia Muncii (1964[1][2], după alte surse 1965[3])
- Ordinul Muncii clasa a III-a (1965[1][2][4], după alte surse 1966[3])
- Profesor Evidențiat (1975[1][4])
- Insigna Evidențiat în munca culturală de masă (1985[5][6])
- Ordinul Meritul Cultural (1985[1][2][4])
- Premiul al III-lea la secțiunea „Presa scrisă” la prima ediție a Premiilor Jurnalismului de Educație, organizat de către Comisia Națională a României pentru UNESCO[9]
- Crucea Moldavă (2015) din partea Mitropoliei Moldovei și Bucovinei[35]
- Cetățean de Onoare al Romanului (1997[2][3][4][7][13][16], an în care a primit și Medalia Jubiliară „Mihai Eminescu”[8] - 2000 după alte surse[3]). Din martie 2015 deține și Cheia municipiului Roman, fiind prima persoană care a primit-o din partea reprezentanților administrației publice locale.[35]

### Activitatea literară
Primele încercării literare datează din perioada 1935-1947, cu poezii și ulterior cu nuvele (Deceneu, Egmont), piese de teatru (Valea Uitaților), precum și poeme eseistice (Cristal nocturn). Aproape de  anii '80 a revenit la scris pentru a aborda numai eseuri, publicate în diverse reviste din Moldova (strânse mai târziu în cadrul perioadei 1964 – 2004 în volumele din ciclul Scrieri). Debutul editorial s-a produs în 1998, după ce în 1972 a contribuit alături de Eugen Stețcu la o carte despre Liceul Roman Vodă.
Scrierile sale, le-a completat atât cu eseuri dedicate lui Mihai Eminescu, cât și cu un studiu dedicat Mioriței (Miorița - mit triadic).
Pentru activitatea scriitoricească depusă , Liga Scriitorilor Români – filiala Iași, i-a conferit medalia „Virtutea Literară”. Opiniile despre valoarea sa ca scriitor nu sunt însă unanime. Din punctul său de vedere scriitorul însuși se caracterizează drept doar un „creator în domeniul literaturii” care nu face parte din tagma maeștrilor condeiului.
Opere
- Coautor:

- Pagini din istoria Liceului Roman-Vodă, 1972
- Istoria orașului Roman 1392-1992, 1992
- Societatea culturală „Roman-600”, Roman, 1992
- Monografia Colegiului Roman Vodă, 2002

- Locul și spiritul – valori artistice din Roman, Ed. Crigarux, Piatra Neamț, 1998
- Irimescu – statornicie și zbor, Ed. Crigarux, Piatra Neamț, 2000
- Scrieri, volumele - Muzica, Litera, Plastica (2 cărți),Varia, Ed.  Știință și Tehnică, București, 2004
- Primii fiori,  Ed. Mușatinia, Roman, 2005.
- Modelarea normativului juridic, Ed.  Știință și Tehnică, București, 2007
- Mileniul Trei pe portativ, (în trei volume): Ontifonismul (2006), Omnifonismul(2008), Olnefonismul (2010), Colecția Harpha, Ed. Mușatinia.
- Miorița - mit triadic, Ed. Mușatinia, 2007
- Portrete printre rame, Ed. Mușatinia, 2012
- Mecena, medic și misionar - Teodorescu, Ed. Mușatinia, 2012
- Irimescu demiurgul de tăceri, Ed. Mușatinia, 2015
- Scrieri - 5 volume: Litera, Picta, Glipta, Vibra, Varia, Ed. Mușatinia, 2019

### Activitatea muzicală
A scris și publicat lucrări instrumentale, sonatine și sonate pentru vioară și pian cu începere din 1956, la îndemnul muzicienilor Antonin Ciolan, George Pascu, Achim Stoia, precum și un studiu – Panorama posibilă a structurilor muzicale modale. A definitivat un model anticipativ de structură și creație muzicală în Omnifonismul.